# Lophyra obliquograciliaenea
Lophyra obliquograciliaenea is een keversoort uit de familie van de loopkevers (Carabidae). De wetenschappelijke naam van de soort is voor het eerst geldig gepubliceerd in 1920 door W.Horn.